# 圣但尼德帕兰
圣但尼德帕兰（法語：Saint-Denis-de-Palin，法語發音：[sɛ̃ dəni də palɛ̃]）是法国谢尔省的一个市镇，位于该省中部偏南，属于圣阿芒蒙龙区。

## 地理
圣但尼德帕兰（46°56'23"N, 2°32'19"E）面积30.51 平方千米，位于法国中央-卢瓦尔河谷大区谢尔省，该省份为法国中部省份，北起卢瓦雷省，西接卢瓦-谢尔省和安德尔省，南至克勒兹省，东南接阿列省，东临涅夫勒省。
与圣但尼德帕兰接壤的市镇（或旧市镇、城区）包括：阿努瓦、欧龙河畔丹、圣日耳曼代布瓦、圣瑞斯特、沃尔利、沃尔奈。

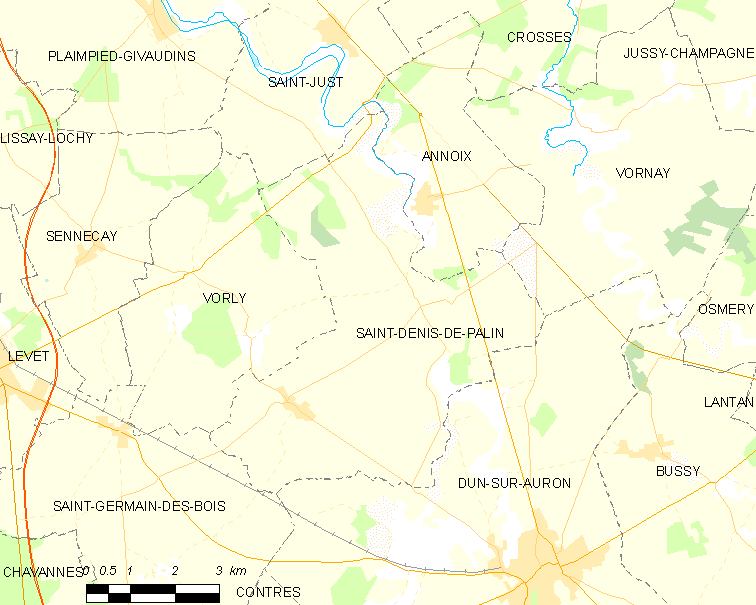
圣但尼德帕兰的OSM定位图

圣但尼德帕兰的时区为UTC+01:00、UTC+02:00（夏令时）。

## 行政
圣但尼德帕兰的邮政编码为18130，INSEE市镇编码为18204。

## 政治
圣但尼德帕兰所属的省级选区为欧龙河畔丹县。

## 人口

1962-2008年间圣但尼德帕兰人口变化图示

圣但尼德帕兰于2022年1月1日时的人口数量为278人。